# 韋伯果園 (加利福尼亞州)
韋伯果園（英語：Wible Orchard）是位於美國加利福尼亞州克恩縣的一個非建制地區。該地的面積和人口皆未知。

## 地理
韋伯果園的座標為35°19′04″N 119°01′16″W / 35.31778°N 119.02111°W，而該地的平均海拔高度為115米（即377英尺）。